# 小行星5344
小行星5344（英語：5344 Ryabov）是一颗围绕太阳公转的小行星。1978年9月1日，尼古拉·切爾尼赫在克里米亚发现了此天体。
这颗小行星的绝对星等为228.9245091900397等。